# Industria României

## Istoric
Industria alimentară românească a apărut în Transilvania sfârșitului de secol al 18-lea, în plină dominație străină.
Salamurile, cărnurile și brânzeturile fabricate în vechiul Regat aveau mare căutare atunci, mai ales datorită ingredientelor naturale din care erau preparate.

### Perioada comunistă
În perioada comunistă, cele mai mari platforme industriale din București au fost: Automatica, Aversa, Electromagnetica, Electrotehnica, Frigocom, IMGB, Laromet, Rocar, Policolor, Semănătoarea, Titan, Timpuri Noi și Tricodava.
Alte platforme industriale: Ventilatorul, Republica, Energoutilaj, Energoreparații, Suveica, UMEB, Spicul, Helitube, Pumac, Muntenia, Flores, Apaca, fabrici de pâine Plevnei, Titan și Spicul, fabrica de lapte Miorița, Triconf, Granitul, fabrica de săpun Stela, Uzinele Vulcan.

### Evoluția angajaților din industrie
- În 1990, în România erau aproximativ 6,5 milioane de salariați. Mai mult de jumătate dintre aceștia (circa 3,5 milioane) lucrau în industrie;[3]
- În 1997, mai erau doar 5,35 milioane de salariați, iar în industrie erau ocupați aproape 2,5 milioane;[3]
- La sfârșitul lui decembrie 2003 mai figurau 4,333 milioane de salariați, iar numărul celor angajați în industrie scăzuse la 1,738 milioane;[3]

## Industria grea

### Industria metalurgică
În anul 2004, producția de oțel a României a fost estimată la 5,9 milioane tone.
Principalele combinate siderurgice din România sunt Sidex Galați și Siderurgica Hunedoara, cumpărate de la statul român de ArcelorMittal, precum și Combinatul Siderurgic Reșița (CSR), cumpărat de gigantul rus TMK și Donasid Călărași, cumpărat de Tenaris.
Principalii producători de tuburi metalice sunt Silcotub Zalău și Tubinox București cumpărate de Tenaris, Artrom Slatina, cumpărat de TMK, și Petrotub Roman și Tepro Iași, cumpărate de ArcelorMittal.
Producția totală de țevi laminate în România a fost de 561.000 tone în anul 2008.
Din această cantitate, 30% a fost realizată de TMK Artrom - 166.000 tone.
Potrivit strategiei de restructurare a industriei siderurgice românești pentru perioada 2004 - 2010, producția de oțel a României ar putea ajunge, în 2010, la nivelul de 8,79 milioane tone.
Conform strategiei, producția de oțel în 2006 era estimată să ajungă la 6,9 milioane tone, cea mai mare cantitate - cinci milioane tone, urmând a fi produsă de Sidex, în 2007 trebuind să ajungă la 7,5 milioane tone (5,35 milioane tone la Sidex) și în 2009 la opt milioane tone (5,6 milioane tone la Sidex).
Pentru 2009, strategia prevedea o producție de 8,5 milioane tone (5,7 milioane tone Sidex).
Strategia menționată amintește și de investițiile pe care companiile siderurgice s-au obligat să le realizeze până la finele lui 2008, respectiv 568 de milioane dolari, din care 138 de milioane dolari în mediu, restul fiind pentru modernizarea capacităților de producție.
Sidex are cea mai mare sumă de investit, respectiv 444,6 milioane dolari.
În anul 2008, producția la nivel național a coborât cu 20% față de 2007, la circa 4,9 milioane de tone de oțel brut.
În anul 2009, consumul de produse finite din oțel a fost de aproximativ 3,1-3,2 milioane de tone.

## Tehnologia informației

### Sectorul IT
România este una dintre cele mai atractive piețe din Europa pentru investiții în tehnologie și externalizare, având o forță de muncă foarte calificată și diversificată, prețuri competitive și un mediu de afaceri stimulativ, cu un sector evaluat la 40 miliarde EUR. Sectorul IT al României a cunoscut o creștere continuă în ultimul deceniu, în ciuda turbulențelor politice și a crizei economice, ceea ce este un bun indicator al forței sale motrice. Cunoscuți pentru expertiza lor tehnică largă, flexibilitatea, entuziasmul și excelentele competențe lingvistice, furnizorii de servicii software din România sunt o alegere excelentă pentru colaborări pe termen lung atât în nearshoring, cât și în offshoring.
România este una dintre cele mai dinamice piețe de tehnologie a informației (IT) din Europa Centrală și de Est. Țara a înregistrat progrese semnificative în toate subsectoarele tehnologiei informației și comunicațiilor (TIC), inclusiv telefonia de bază, telefonia mobilă, Internetul și IT-ul. Sectorul telecomunicațiilor din țară a fost dereglementat, extins și modernizat în ultimii 15 ani.

### Lider în Europa
România este lider în Europa și pe locul șase în lume în ceea ce privește numărul de specialiști IT certificați, cu rate de densitate per 1.000 de locuitori mai mari decât în SUA sau Rusia. Există aproximativ 100.000 de specialiști în sectorul IT. Aproximativ 15.000 dintre cei 40.000 de ingineri care absolvă în fiecare an în România sunt pregătiți în TIC. Microsoft a achiziționat tehnologia antivirus românească în 2003. Potrivit Microsoft, România are un potențial clar în tehnologia informației, un domeniu în care excellează studenții, cercetătorii și antreprenorii români. Cultura sa orientată către vest și gradul înalt de educație al tineretului său aduc România înainte ca o piață cu un potențial imens (al doilea cel mai mare producător de software din Europa de Est). În ceea ce privește serviciile de externalizare IT, România este clasată pe locul al treilea la nivel mondial, provocând cu succes India.
Piața IT este unul dintre cele mai dinamice sectoare ale economiei românești. Din anul 1994, piața IT a demonstrat rate de creștere de 40-60% pe an. Cel mai mare sector în termeni de venituri este integrarea sistemelor și rețelelor, care reprezintă 28,3% din veniturile totale ale pieței. Între timp, segmentul cu cea mai rapidă creștere al pieței IT este programarea offshore. Industria externalizării dezvoltării de software a depășit pragul de 3 miliarde de dolari de venituri totale în 2005 și a atins 4,8 miliarde de dolari în 2006. În prezent, România controlează 5% din piața de dezvoltare de software offshore și este a treia țară (după India și China) printre exportatorii de software. Această creștere a externalizării software-ului în România este cauzată de o serie de factori. Unul dintre ei este rolul de susținere al Guvernului României. Guvernul a lansat un program de promovare a construcției de parcuri tehnologice orientate spre IT – zone speciale care au o infrastructură stabilită și se bucură de un regim fiscal și vamal favorabil. Un alt factor care stimulează creșterea sectorului IT în România este prezența marilor companii tehnologice globale precum Intel, Motorola, Oracle, Sun Microsystems, Boeing, Nokia și locale, cum ar fi: TotalSoft, TeamNet Internațional, Siveco, care și-au intensificat activitățile de dezvoltare de software și și-au deschis centrele de R&D în România.

Industria TIC și-a extins domeniul de activitate dincolo de fabricarea echipamentelor, incluzând servicii de întreținere și gestionare, precum și crearea de conținut audio, video, tipărit și digital. Aceste dezvoltări sunt anticipate să creeze o varietate de noi oportunități pe piața TIC a României. Cu ocazia Forumului Mondial al Electronicii (Paris 2000), studiul "Worldwide ICT Professionals Market Situation Study" a arătat că, până în 2008, România va fi singura țară europeană care va avea specialiști IT excelenți. În prezent, aproximativ 25.000 de profesioniști în software lucrează în industrie și aproape 1/5 dintre ei sunt implicați în activități de export de software. În 2003, România era clasată pe locul 6 în lume după numărul de profesioniști certificați ("2003 Global Skills IQ Report", Brainbench) și a primit un certificat de bronz în categoria "Most Certified Nation (Overall)" în cadrul primelor Bench Games anuale din 2005 ("2005 Bench Games Report", Brainbench). Vicepreședintele pentru EMEA a arătat că Oracle se angajează să încurajeze această țară să profite de potențialul său: "Oracle își propune să ajute România să devină Silicon Valley-ul Europei Centrale și de Est."

### Industria de armament
România a devenit exportatoare de armament printr-o decizie a lui Nicolae Ceaușescu, anunțată la Plenara Comitetului Central al PCR din 1968.
Sub presiunea invaziei sovietice în Cehoslovacia, coroborată cu naționalismul politic al lui Ceaușescu, Plenara PCR a aprobat înființarea unui sector al producției de apărare, în cadrul industriei naționale, sector care, până în 1964, a suportat efectele acordurilor de după războiul mondial, fiind practic desființat.
După 10 ani de la Plenară, România dobândea autonomie față de industria sovietică de armament și de cea a membrilor pactului de la Varșovia, care, pâna în acel moment, asigurau necesarul de tehnică militară al armatei române.
În anii 1980, 75% din necesarul de tehnică al armatei era asigurat din producția internă de armament, existând și un consistent potențial de export.
Noul profil industrial a început fabricarea unei largi game de produse militare, după modele asimilate din Uniunea Sovietică și din țările prietene: tancuri, rachete, nave, avioane de luptă, arme de artilerie și infanterie cu muniția aferentă, sisteme radar și de transmisiuni etc.
Cea mai mare parte a uzinelor de armament au fost construite cu profil dublu, insistându-se ca liniile de fabricație să poată fi utilizate atât în scopuri civile, cât și militare.
Industria românească de armament începea, prin anii 1980-1982 să exporte masiv în țările din sfera de influență a blocului comunist, dar și în state aflate în conflict ori sub embargo internațional, ignorat de România.
Exporturile de arme constituiau partea practică a politicii externe promovate de Ceaușescu, în contactul cu țările arabe sau regimurile revoluționare din Africa, Asia și America Latină.
România s-a implicat și în traficul ilegal de armament, scopul fiind atragerea de valută în țară, devenint astfel un cap de pod pentru traficanți de arme renumiți.
După Revoluția din decembrie 1989, România, aliniată puterilor occidentale, a semnat Aranjamentul de la Wassenaar în 1996, privind armele convenționale, precum și alte acorduri de control asupra exporturilor militare, ceea ce a obligat statul român să renunțe la piețele ilegale sau la partenerii comerciali tradiționali, aflați sub incidența sancțiunilor ONU, Uniunii Europene sau a statelor NATO.
Efectul acestei politici s-a reflectat imediat în scăderea producției de armament, până la limita supraviețuirii.
Înainte de 1989, în industria de armament lucrau mai mult de 200.000 de oameni, iar numărul a ajuns la 65.000 în anul 2001.
În perioadele bune, România a exportat armament în valoare de mai multe miliarde de dolari.
După 1989, România a pierdut aproape toate piețele tradiționale și o dată cu restructurarea armatei de la 300.000 de militari la aproximativ 100.000, a căzut și piața internă.
În anul 2000, exporturile de produse strategice au fost în valoare de doar 37 milioane de dolari, comparativ cu 700 milioane de dolari, cât a exportat România în 1989.
În anul 2001, România mai exporta armament sau produse strategice doar în Turcia, India și Pakistan.
Până în anul 2001, nu s-a luat o decizie de restructurare masivă a industriei de apărare din motive sociale.
În general, companiile producătoare de armament se găseau în zone monoindustriale.
Orașele respective trăiau, practic, doar de pe urma acestor industrii.
În anul 2008, industria românească de armament a făcut exporturi de peste 141 milioane de euro.
Numărul angajaților din industria de apărare a fost de 3.410 în anul 2006 și de 2.625 în anul 2007.
Controverse
În iulie 2016, anchetă realizată de OCCRP și Balkan Insight, organizații internaționale de jurnalism de investigație, arată că din România ar fi plecat, în perioada 2012-2015, armament în valoare de 81 de milioane de euro către patru state din Orientul Mijlociu, care ar fi alimentat mai departe, uneori cu intervenția directă a Comandamentului de Operațiuni Speciale al SUA, părți combatante în conflictul din Siria.

## Industria ușoară
În anul 2003, producția industriei ușoare a realizat 3% din Produsul Intern Brut și 9,8% din volumul total al producției industriale, iar 84% din producția industriei ușoare a fost exportată, față de 26% în anul 1989.
Ponderea la export a industriei ușoare reprezenta 34,5%, din care cea a industriei textile era de 25%.
Valoarea exporturilor din industria ușoară a fost de 5,3 miliarde de euro în 2003.
Față de 1989, forța de muncă angajată în industria ușoară s-a redus la jumătate, de la 800.00 de persoane la 450.000 în 2003.
La nivelul anului 2003 activau în industria ușoară aproape 9.000 de întreprinderi, din care peste 5.000 în domeniul confecțiilor.

### Industria lemnului
În anul 2008, numărul de angajați din industria lemnului era de 150.000.

### Industria textilă
În anul 2007, numărul angajaților din industria textilă era de 342.000, ajungând în anul 2008 la 312.000.
Octombrie 2012 - Numărul angajaților din industria textile-pielărie este de 220.200. Cei mai mulți salariați sunt în sectorul articolelor de îmbrăcăminte, respectiv 141.200. "În anii anii '90 erau 900.000 de angajați, cu mai puține companii, însă firme foarte mari. S-au închis companiile mari, iar în 2004 am ajuns la 450.000 de angajați. S-au înjumătățit, dar a crescut numărul de companii, pentru că au apărut micro-întreprinderile. Vârful în ceea ce privește numărul companiilor din această industrie s-a atins în 2004, când activau circa 11.000.